# Terra X (1982–2007)
Terra X war eine Dokumentarfilmreihe des ZDF, die sich mit so genannten „Rätseln der Geschichte“ beschäftigte. Die erste Folge wurde am 17. Januar 1982 ausgestrahlt. Bis Ende 2007 wurden insgesamt 88 Folgen produziert und gesendet.
Im Jahr 2008 wurde die übergeordnete Programmmarke ZDF Expedition in Terra X umbenannt.

## Geschichte
Die ersten Folgen, die Anfang der 1980er Jahre produziert wurden, bestanden noch zu weiten Teilen aus Aufnahmen archäologischer Stätten. Der Reiz für die Zuschauer bestand zu einem großen Teil in der „virtuellen Reise“ zu exotischen Orten, die für die meisten unerreichbar schienen.
Im Laufe der Zeit wurden verstärkt technische Möglichkeiten in den Filmen umgesetzt. Nach immer komplexeren Modellen antiker Stätten begann 1986 mit Der Fluch des Pharao die Ära der Computeranimationen mit einer einfachen Animation, die das Innere der Cheopspyramide zeigt. In den nachfolgenden Filmen wurden dann zunehmend umfangreichere Animationen eingesetzt. Sie ermöglichen es dem Betrachter, z. B. durch Paläste und Tempel zu „laufen“, von denen heute nur noch die Ruinen stehen, oder einen Eindruck vom Hergang antiker Schlachten zu bekommen.
Anfang der 1990er Jahre kamen Inszenierungen, so genannte Reenactments, als weiteres Stilmittel hinzu. Szenen aus antiken Zeiten werden mit Schauspielern aufwendig nachgestellt, um den Zuschauern lebendige Eindrücke der Vergangenheit zu vermitteln.
In der 25-jährigen Geschichte dieser Serie wandelte sich ihr Profil. Stand zu Beginn noch die Präsentation von Kulturen im Vordergrund, so sind es später eher „Wissenschaftskrimis“ geworden, die mit technischen Mitteln ungelösten Rätseln auf den Grund gehen und den aktuellen Stand der Forschung zu beleuchten versuchen.
Durch eine populärjournalistische Behandlung der Themen und ihren steigenden Bekanntheitsgrad gelang es Terra X, dass Experten ihre Ergebnisse in der Sendung präsentierten. Dies ist keine Selbstverständlichkeit, da die oft oberflächliche und reißerische Darstellung moderner Dokumentationen bei einigen Wissenschaftlern zu einer eher ablehnenden Haltung führt.
Als Titelmusik für die ersten drei Staffeln wurde „Equinoxe Part 3+4“ von Jean Michel Jarre verwendet, danach griff man auf eigens für die Sendung komponierte Stücke zurück.

## Terra X ersetzt ZDF-Expedition
Bis 2008 wurden alle Dokumentarfilme auf dem Sonntagssendeplatz um 19:30 Uhr unter der Dachmarke ZDF-Expedition ausgestrahlt. Unter dieser Dachmarke wurden neben Terra X – Expeditionen ins Unbekannte mehrere Dokumentarfilmreihen mit unterschiedlichen Namen und Thematiken ausgestrahlt, darunter:
- Imperium[1]
- Jäger verlorener Schätze[2]
- Metropolis – Die Macht der Städte[3]
- Schliemanns Erben[4]
- Sphinx – Geheimnisse der Geschichte[5]
- Tag X – Wendepunkte der Geschichte[6]

Zum 25. Jubiläum von Terra X veröffentlichte das ZDF 2008 eine neue Staffel mit sieben Folgen. Das Jubiläum im Herbst 2008 wurde auch zum Anlass genommen, den Begriff „Terra X“ als Programmmarke für alle Sendungen, die am Sonntag um 19:30 im ZDF ausgestrahlt werden, zu etablieren, seien es nun historische, zeitgeschichtliche oder naturwissenschaftliche Themen.
Die meisten Themen, die in der Serie behandelt werden, erscheinen auch in Buchform, VHS und auf DVD.

## Episodenliste
| Folge             | Titel                                                                                                 | Ein Film von                               | Erstausstrahlung                                        |
| ----------------- | --- | ------------------------------------------ | ------------------------------------------------------- |
| Staffel 1982      | |                                            |                                                         |
| 1                 | Südseeinseln aus Götterhand                                                                           | Gottfried Kirchner                         | ZDF: 17.01.1982, 19:30 Uhr                              |
| 2                 | Stiller Ozean – Sprechende Steine                                                                     | Gottfried Kirchner                         | ZDF: 14.02.1982, 21:30 Uhr                              |
| 3                 | Sie brauchten keine weißen Götter Die verschollenen Kulturen Ekuadors                                 | Peter Baumann                              | ZDF: 28.02.1982, 19:30 Uhr                              |
| Staffel 1983      | |                                            |                                                         |
| 4                 | Die gefiederte Schlange Expedition durch Mexiko                                                       | Gottfried Kirchner                         | ZDF: 20.02.1983, 19:30 Uhr                              |
| Staffel 1984      | |                                            |                                                         |
| 5                 | Auf der Fährte des Jaguars Entdeckungen in Mittelamerika                                              | Gottfried Kirchner                         | ZDF: 29.01.1984, 19:30 Uhr                              |
| 6                 | Die Spur der Giganten Reise durch Europas Frühzeit                                                    | Gottfried Kirchner                         | ZDF: 30.09.1984, 19:30 Uhr                              |
| Staffel 1986      | |                                            |                                                         |
| 7                 | Der Fluch des Pharao Das Geheimwissen der alten Ägypter                                               | Arno Peik Eberhard Thiem Helga Lippert     | ZDF: 19.10.1986, 19:30 Uhr                              |
| 8                 | Audienz bei der Königin von Saba Verschollene Wüstenreiche im Orient                                  | Volker Panzer                              | ZDF: 20.10.1986, 22:05 Uhr                              |
| 9                 | Mumien im Goldland Das Erbe der Inkas                                                                 | Gottfried Kirchner                         | ZDF: 25.10.1986, 19:30 Uhr                              |
| 10                | Im Schatten der Inkasonne Südamerikas vergessene Kulturen                                             | Gottfried Kirchner                         | ZDF: 27.10.1986, 22:12 Uhr                              |
| 11                | Expedition zum Schneejuwel Unbekanntes Tibet                                                          | Hajo Bergmann                              | ZDF: 02.11.1986, 19:30 Uhr                              |
| Staffel 1988/1989 | |                                            |                                                         |
| 12                | Vorstoß nach Eldorado Expedition durch Peru Teil 1: Das Geheimnis der Yaros                           | Gottfried Kirchner                         | ZDF: 07.01.1988, 19:30 Uhr                              |
| 13                | Vorstoß nach Eldorado Expedition durch Peru Teil 2: Von der grünen Hölle zum Sternengletscher         | Gottfried Kirchner                         | ZDF: 19.01.1988, 19:30 Uhr                              |
| 14                | Wo lag Atlantis? Suche nach einem verschwundenen Kontinent Teil 1: Alte Welt                          | Jens-Peter Behrend Eike Schmitz            | ZDF: 23.10.1988, 19:30 Uhr                              |
| 15                | Wo lag Atlantis? Suche nach einem verschwundenen Kontinent Teil 2: Neue Welt                          | Jens-Peter Behrend Eike Schmitz            | ZDF: 30.10.1988, 19:30 Uhr                              |
| 16                | Sahara – Ein verlorenes Paradies Zum Ursprung der Wüstenvölker                                        | Volker Panzer                              | ZDF: 06.11.1988, 19:30 Uhr                              |
| 17                | Das Mysterium des Shiva Heilige Männer in Indien                                                      | Eberhard Thiem Helga Lippert Arno Peik     | ZDF: 18.12.1988, 19:30 Uhr                              |
| 18                | Im Kielwasser Sindbads 5000 Jahre arabische Seefahrt                                                  | Thomas Schultze-Westrum                    | ZDF: 25.12.1988, 19:20 Uhr                              |
| 19                | Der Canyon der heiligen Vulkane Expedition durchs Colca-Tal/Peru                                      | Gottfried Kirchner                         | ZDF: 26.12.1988, 19:30 Uhr                              |
| 20                | Dämonen auf dem Dach der Welt Filmreise durch Ost-Tibet                                               | Hajo Bergmann                              | ZDF: 08.01.1989, 19:30 Uhr                              |
| Staffel 1990      | |                                            |                                                         |
| 21                | Wallfahrt zur Götterinsel Das große Ahnenfest auf Bali                                                | Hajo Bergmann                              | ZDF: 07.01.1990, 19:30 Uhr                              |
| 22                | Im Bannkreis des Jade-Buddha Reise ins unbekannte Thailand                                            | Tibor Somogyi                              | ZDF: 21.01.1990, 19:30 Uhr                              |
| 23                | Die Inseln des Drachenbaums Magische Plätze auf den Kanaren                                           | Harald Braem Frieder Mayrhofer             | ZDF: 21.10.1990, 19:30 Uhr                              |
| 24                | Sternenstadt im Chaco Canyon Das Rätsel der Anasazi-Indianer                                          | Wulfing von Rohr                           | ZDF: 04.11.1990, 19:30 Uhr                              |
| 25                | Als die Götter stürzten Das Geheimnis der Osterinsel                                                  | Rolf Pflücke                               | ZDF: 11.11.1990, 19:30 Uhr                              |
| 26                | Der Todeszug der Lanzenreiter Deutsche Eroberer in Südamerika Teil 1: Sucht das Südmeer               | Gottfried Kirchner                         | ZDF: 09.12.1990, 19:30 Uhr                              |
| 27                | Kreuzfahrt mit Odysseus Im Kielwasser eines Mythos Teil 1: Von Troja zur Insel des Windes             | Eberhard Thiem Helga Lippert Arno Peik     | ZDF: 23.12.1990, 19:30 Uhr                              |
| 28                | Kreuzfahrt mit Odysseus Im Kielwasser eines Mythos Teil 2: Die Heimkehr des Abenteurers               | Eberhard Thiem Helga Lippert Arno Peik     | ZDF: 30.12.1990, 19:30 Uhr                              |
| Staffel 1991      | |                                            |                                                         |
| 29                | Die Reiter der goldenen Horde Expedition ins Reich des Dschingis Khan (1)                             | Hajo Bergmann                              | ZDF: 03.11.1991, 19:30 Uhr                              |
| 30                | Die Reiter der goldenen Horde Expedition ins Reich des Dschingis Khan (2)                             | Hajo Bergmann                              | ZDF: 10.11.1991, 19:30 Uhr                              |
| 31                | Der Todeszug der Lanzenreiter Deutsche Eroberer in Südamerika Teil 2: Landsknechte auf Goldroute      | Gottfried Kirchner                         | ZDF: 17.11.1991, 19:30 Uhr                              |
| 32                | Inseln über dem Regenwald Expedition zu den Tafelbergen Venezuelas Teil 1: Der fremde Planet          | Volker Arzt                                | ZDF: 01.12.1991, 19:30 Uhr                              |
| 33                | Inseln über dem Regenwald Expedition zu den Tafelbergen Venezuelas Teil 2: Die Suche nach dem Saurier | Volker Arzt                                | ZDF: 08.12.1991, 19:30 Uhr                              |
| 34                | Safari in die Steinzeit Die Schädelöffner der Kisii in Kenia                                          | Helga Lippert                              | ZDF: 29.12.1991, 19:30 Uhr                              |
| Staffel 1992      | |                                            |                                                         |
| 35                | Vergesst Kolumbus Die geheimen Entdecker Amerikas                                                     | Jens-Peter Behrend Eike Schmitz            | ZDF: 12.04.1992, 19:30 Uhr                              |
| 36                | Estremadura – die Wiege der Eroberer Spaniens vergessener Winkel                                      | Harald Jung                                | ZDF: 19.04.1992, 19:30 Uhr                              |
| 37                | Das Blut der Azteken Protokoll einer Zerstörung                                                       | Volker Arzt                                | ZDF: 26.04.1992, 19:30 Uhr                              |
| 38                | Irrfahrt vor Galápagos Mit Thor Heyerdahl auf Inka-Spuren                                             | Rolf Pflücke                               | ZDF: 03.05.1992, 19:30 Uhr                              |
| Staffel 1994      | |                                            |                                                         |
| 39                | Die Geister vom Fluss der Gräber Indianer-Magie in Kolumbien                                          | Gottfried Kirchner                         | ARTE: 07.01.1994, 19:32 Uhr ZDF: 30.01.1994, 19:30 Uhr  |
| 40                | Das Logbuch der Bounty Die Wahrheit über eine weltberühmte Meuterei                                   | Hartmut Schoen                             | ARTE: 21.01.1994, 19:36 Uhr ZDF 06.02.1994, 19:30 Uhr   |
| 41                | Das Schloss der vergessenen Mumien Körper für die Ewigkeit                                            | Jens-Peter Behrend Eike Schmitz            | ZDF: 13.02.1994, 19:30 Uhr                              |
| 42                | Tod im Schilfmeer Moses und die Wunder der Wüste                                                      | Helga Lippert                              | ARTE: 28.01. 1994, 19:31 Uhr ZDF: 06.03.1994, 19:30 Uhr |
| 43                | Chimborazo Reinhold Messner auf der Humboldt-Route                                                    | Michael Albus                              | ARTE: 14.01. 1994, 19:33 Uhr ZDF: 20.03.1994, 19:30 Uhr |
| Staffel 1995      | |                                            |                                                         |
| 44                | Der Schatz der Tempelritter Spurensuche in Kastilien                                                  | Gottfried Kirchner                         | ARTE: 07.04.1995, 19:30 Uhr ZDF: 22.10.1995, 19:30 Uhr  |
| 45                | Gletschergold Die Schatzkammer im Kaukasus                                                            | Tina Radke-Gerlach                         | ARTE: 06.10.1995, 19:35 Uhr ZDF: 29.10.1995, 19:30 Uhr  |
| 46                | Karawane nach Petra Ein versunkenes Königreich in Arabien                                             | Helga Lippert                              | ARTE: 02.06.1995, 19:30 Uhr ZDF: 05.11.1995, 19:30 Uhr  |
| 47                | Draculas Schatten Fahndung im Reich der Finsternis                                                    | Martin Papirowski                          | ARTE: 07.07.1995, 19:30 Uhr ZDF: 19.11.1995, 19:30 Uhr  |
| 48                | König Salomos Goldland Das Rätsel von Simbabwe                                                        | Dieter Großherr                            | ARTE: 05.05.1995, 19:30 Uhr ZDF: 26.11.1995, 19:30 Uhr  |
| 49                | Morgenlandfahrt Expedition durchs alte Persien                                                        | Hajo Bergmann                              | ARTE: 01.09.1995, 19:30 Uhr ZDF: 03.09.1995, 19:30 Uhr  |
| Staffel 1997      | |                                            |                                                         |
| 50                | Todesfalle Ayers Rock Australiens größtes Rätsel                                                      | Hans-Joachim Gally                         | ARTE: 26.04.1997, 20:45 Uhr ZDF: 26.10.1997, 19:30 Uhr  |
| 51                | Die Weihrauch-Connection Expeditionen im Jemen                                                        | Helga Lippert                              | ARTE: 24.05.1997, 20:45 Uhr ZDF: 02.11.1997, 19:30 Uhr  |
| 52                | Das Mallorca-Komplott Geheimfahrten im Mittelalter                                                    | Gottfried Kirchner                         | ARTE: 10.05.1997, 20:45 Uhr ZDF: 09.11.1997, 19:30 Uhr  |
| 53                | Das Phantom der Diamantenberge Geisterstädte in Brasilien                                             | Volker Arzt                                | ARTE: 31.05.1997, 20:45 Uhr ZDF: 16.11.1997, 19:30 Uhr  |
| 54                | Via Mala Schlucht des schönen Schreckens                                                              | André Rueedi Béatrice Bruchez              | ARTE: 04.10.1997, 20:45 Uhr ZDF: 30.11.1997, 19:30 Uhr  |
| 55                | Der Fluch von Oak Island Schatzsucher in Kanada                                                       | Robert Linnell Andrew Cochran              | ARTE: 11.10.1997, 20:45 Uhr ZDF: 07.12.1997, 19:30 Uhr  |
| Staffel 1999      | |                                            |                                                         |
| 56                | Die Sintflut kam Punkt 12 Uhr 10 Protokoll einer Weltkatastrophe                                      | Martin Papirowski Luise Wagner             | ARTE: 15.05.1999, 20:45 Uhr ZDF: 24.10.1999, 19:30 Uhr  |
| 57                | Schwertbrüder Der Templer-Coup von Portugal                                                           | Gottfried Kirchner                         | ARTE: 01.05.1999, 20:45 Uhr ZDF: 31.10.1999, 19:30 Uhr  |
| 58                | Babylon Tower Götterthron am Euphrat                                                                  | Helga Lippert                              | ARTE: 08.05.1999, 20:40 Uhr ZDF: 07.11.1999, 19:30 Uhr  |
| 59                | Der Bernsteinwald Geheimnisse des Baltischen Meeres                                                   | Gudrun Ziegler                             | ARTE: 22.05.1999, 20:45 Uhr ZDF: 14.11.1999, 19:30 Uhr  |
| 60                | Die Jagd nach der Bundeslade Der verlorene Schatz von Jerusalem                                       | Georg Graffe                               | ARTE: 29.05.1999, 20:45 Uhr ZDF: 21.11.1999, 19:30 Uhr  |
| 61                | Das Wüstenorakel Die Magie der Oase Siwa                                                              | Heiner Stadler                             | ARTE: 05.06.1999, 20:40 Uhr ZDF: 28.11.1999, 19:30 Uhr  |
| 62                | Planet der Pyramiden Weltweit zu den Göttern                                                          | Uta von Borries                            | ARTE: 09.10.1999, 20:45 Uhr ZDF: 26.12.1999, 19:15 Uhr  |
| Staffel 2001      | |                                            |                                                         |
| 63                | Fata Morgana Naturwunder und Zauberspuk                                                               | Michael Engler                             | ARTE: 14.07.2001, 20:45 Uhr ZDF: 04.11.2001, 19:30 Uhr  |
| 64                | Im Schatten der Pharaonen Sensationen in Ägyptens Wüste                                               | Renate Beyer                               | ARTE: 29.09.2001, 20:45 Uhr ZDF: 11.11.2001, 19:30 Uhr  |
| 65                | Das Amerika-Rätsel Auf Geheimkurs in die neue Welt                                                    | Wolfgang Wegner Michael Gregor             | ARTE: 21.07.2001, 20:45 Uhr ZDF: 18.11.2001, 19:30 Uhr  |
| 66                | Lawrence von Arabien Archäologe in geheimer Mission                                                   | Richard Andrews Georg Graffe               | ARTE: 07.07.2001, 20:45 Uhr ZDF: 16.12.2001, 19:30 Uhr  |
| 67                | Todescode aus Peru Der Fluch des Inka-Goldes                                                          | Krysztof Lang                              | ARTE: 28.07.2001, 20:45 Uhr ZDF: 30.12.2001, 19:30 Uhr  |
| 68                | Operation Sethos Mit Hightech ins Grab des Pharao                                                     | Helga Lippert Barry Nye                    | ARTE: 15.12.2001, 20:45 Uhr ZDF: 01.01.2002, 19:30 Uhr  |
| Staffel 2003/2004 | |                                            |                                                         |
| 69                | Brennpunkt Qumran Die Schriftrollen vom Toten Meer                                                    | Renate Beyer Claudia Moroni                | ARTE: 13.09.2003, 20:45 Uhr ZDF: 02.11.2003, 19:30 Uhr  |
| 70                | Das Delphi-Syndikat Die geheime Macht des Orakels                                                     | Tamara Spitzing                            | ARTE: 30.08.2003, 20:45 Uhr ZDF: 09.11.2003, 19:30 Uhr  |
| 71                | Jenseits von Eden Lifestyle in der Steinzeit                                                          | Gerhard Thiel                              | ARTE: 02.08.2003, 20:45 Uhr ZDF: 16.11.2003, 19:30 Uhr  |
| 72                | Todesboten aus Alamut Der Geheimbund der Assassinen                                                   | Helga Lippert Klaus Kastenholz             | ARTE: 10.03.2005 ZDF: 14.12.2003                        |
| 73                | Odyssee zur Osterinsel Die Floßfahrt des Inka-Fürsten                                                 | Rolf Pflücke                               | ARTE: 20.09.2003, 20:45 Uhr ZDF: 28.12.2003, 19:30 Uhr  |
| 74                | Das geraubte Gold Jahwes Fahndung nach Jerusalems Tempelschatz                                        | Georg Graffe                               | ARTE: 06.09.2003, 20:45 Uhr ZDF: 01.01.2004, 19:30 Uhr  |
| 75                | Labyrinthe Magische Linien von Menschenhand                                                           | Michael Engler                             | ARTE: 09.08.2003, 20:45 Uhr ZDF: 04.01.2004, 19:30 Uhr  |
| Staffel 2005/2006 | |                                            |                                                         |
| 76                | Flammen über Qatna Ein versunkener Palast in Syrien                                                   | Jens Afflerbach                            | ARTE: 27.08.2005, 20:40 Uhr ZDF: 20.11.2005, 19:30 Uhr  |
| 77                | Pyramiden in Amerika Die Kultbauten der Indianer                                                      | Michael Engler                             | ARTE: 13.08.2005, 20:40 Uhr ZDF: 25.12.2005, 19:30 Uhr  |
| 78                | Die Minen des Hephaistos Hightech in der Kupferzeit                                                   | Gerhard Thiel Gerhard J. Rekel             | ARTE: 17.09.2005, 20:40 Uhr ZDF: 01.01.2006, 19:30 Uhr  |
| 79                | Der Chiemgau-Komet Stunde Null im Keltenreich                                                         | Sven Hartung Jens Essig Guido Weihermüller | ZDF: 08.01.2006, 19:30 Uhr                              |
| 80                | Geheimakte Sakrileg Der Mythos von Rennes-le-Château                                                  | Georg Graffe                               | ZDF:15.01.2006, 19:30 Uhr                               |
| 81                | Der Fall Jesus Der Galiläer im Visier der Forschung                                                   | Renate Beyer                               | ZDF: 22.01.2006, 19:30 Uhr                              |
| Staffel 2007/2008 | |                                            |                                                         |
| 82                | Der Nibelungen-Code Deckname Siegfried                                                                | Georg Graffe                               | ZDF: 23.12.2007, 19:30 Uhr                              |
| 83                | Der Nibelungen-Code Kriemhilds Todesspiel                                                             | Georg Graffe                               | ZDF: 26.12.2007, 19:30 Uhr                              |
| 84                | Kleopatras schwarze Schwestern Die Königinnen von Kusch                                               | Renate Beyer                               | ZDF: 30.12.2007, 19:30 Uhr                              |
| 85                | Weihrauch für den Pharao Aufbruch nach Punt                                                           | Tamara Spitzing Peter Reichelt             | ZDF: 01.01.2008, 19:30 Uhr                              |
| 86                | Das Phantom von Uruk Fahndung nach König Gilgamesch                                                   | Peter Moers Frank Papenbroock              | ARTE: 08.09.2007, 20:45 Uhr ZDF: 06.01.2008, 19:30 Uhr  |
| 87                | Der Riese Goliath Auf den Spuren der Seevölker                                                        | Friedrich Klütsch                          | ARTE: 15.09.2007, 20:45 Uhr ZDF: 13.01.2008, 19:30 Uhr  |
| 88                | Im Bann des Priesterkönigs Suche nach den „Drei Indien“                                               | Martin Papirowski Heike Nelsen-Minkenberg  | ARTE: 22.09.2007, 20:45 Uhr ZDF: 20.01.2008, 19:30 Uhr  |